# Fiodor Apraksin
Fiodor Matwiejewicz Apraksin, ros. Фёдор Матвеевич Апраксин (ur. 6 listopada 1661, zm. 21 listopada 1728) – rosyjski admirał, hrabia (od 1710), gubernator Estonii i Karelii (1712-1723), przewodniczący rosyjskiej Admiralicji (od 1718) i dowódca Floty Bałtyckiej (od 1723). Szwagier cara Fiodora Romanowa. Przyjaciel cara Piotra Wielkiego.

## Początki kariery
Bracia Apraksina nabrali dużego znaczenia po tym, jak w 1681 car Fiodor III poślubił ich siostrę Marfę. Fiodor Apraksin wstąpił do służby u swego przyszłego szwagra i rówieśnika mając 10 lat. Na dworze małego carewicza pełnił obowiązki stolnika. Po śmierci cara Fiodora Apraksin przeszedł do służby na dworze cara Piotra – także jako stolnik. Brał udział w wojskowych zajęciach młodego cara i pomagał mu w budowie jego pierwszej flotylli. Wspólna praca i zabawy zaowocowały długotrwałą przyjaźnią między Apraksinem i Piotrem Wielkim.
W 1692 Apraksin mianowany został gubernatorem Archangielska, jedynego w tych czasach rosyjskiego portu zdatnego do handlu z Europą Zachodnią. Jako gubernator zajmował się ku wielkiemu zadowoleniu cara budową specjalnych statków o zwiększonej odporności na sztormy. Zlecił budowę pierwszego rosyjskiego statku handlowego, który miał wypłynąć w zagraniczny rejs.
W 1696 podczas oblężenia Azowa dosłużył się stopnia pułkownika. W 1697 powierzono mu najważniejsze zadania związane z budową okrętów w Woroneżu, gdzie nadzorował tworzenie pierwszej floty rosyjskiej. W 1700 został pierwszym rosyjskim komendantem Azowa. Przez następne 6 lat Apraksin budował liczne stanice i twierdze w południowej Rosji, szczególnie Tawrow i Taganrog. W 1700 został także szefem Admiralicji, na którym to stanowisku pozostawał do 1706 oddając flocie rosyjskiej wielkie usługi swoimi wybitnymi zdolnościami technicznymi. Tak więc gdy car Piotr zmagał się już z królem Szwecji Karolem XII, Apraksin rozbudowywał flotę i wznosił nowe fortece i inne fortyfikacje.

## Wielka Wojna Północna
Po spacyfikowaniu rebelii w Astrachaniu Apraksin wezwany został do Moskwy, gdzie miał zająć się sprawami związanymi z mennicą i uzbrojeniem. W 1707 został przewodniczącym rosyjskiej Admiralicji. W następnym roku otrzymał naczelne dowództwo w Ingrii, a wraz z nim zadanie obrony Petersburga przed Szwedami, których całkowicie rozgromił. W rękach Szwedów pozostał jedynie leżący w Karelii Wyborg. 25 lutego 1710 został trzecim w dziejach Rosjaninem, który otrzymał tytuł hrabiego.
Podczas kampanii nad Prutem w 1711 Apraksin dowodził na Morzu Czarnym. W marcu 1711 dowodził armia oblegającą Wyborg. Po zdobyciu w czerwcu obleganej twierdzy otrzymał Order św. Andrzeja Apostoła Pierwszego Powołania i mianowany został gubernatorem podbitych prowincji (Estonii, Ingrii i Karelii). W 1712 prowadził pertraktacje z Turkami, które zakończyły się zawarciem pokoju za cenę zniszczenia twierdzy Taganrog i oddania Azowa.
W 1713 dowodził flotą rosyjską podczas zdobywania Helsinek. Swoimi działaniami na morzu osłaniał operację podboju Finlandii, odnosząc w 1714 wielkie zwycięstwo w bitwie pod Hanko. W tym samym roku towarzyszył carowi wznoszącemu nowy port w Rewlu.
Do końca wojny osobiście kierował desantami na terytorium Szwecji, niszcząc nieprzyjacielski kraj niemiłosiernie i w ten sposób skłaniając Szwedów do zawarcia pokoju w Nystad, na mocy którego Szwedzi zrzekli się na rzecz Rosji swych najlepszych nadbałtyckich prowincji. W uznaniu zasług został senatorem i głównym admirałem Imperium Rosyjskiego.

## Końcowe lata
W 1715 Apraksin popadł w tymczasową niełaskę u cara, kŧóry dowiedział się o nieporządkach i pijatykach w Admiralicji. Po krótkim śledztwie został oczyszczony z zarzutów, a następnie mianowany gubernatorem Estonii. W 1719 prowadził rosyjską morską ekspedycję do Zatoki Botnickiej. Podczas wojny rosyjsko-perskiej (1722–1723) ledwo zdołał uniknąć śmierci z ręki Czeczenów.
Podczas gdy jego starszy brat Piotr Apraksin (gubernator Astrachania) został oskarżony o sprzyjanie carewiczowi Aleksemu, Fiodor gorliwie demonstrował swój zapał w prześladowaniu carewicza.
Po śmierci cara Piotra w 1725 rządy nad Rosją przejęła jego żona Katarzyna I, która obdarowała schorowanego Apraksina Orderem Aleksandra Newskiego i mianowała go członkiem Najwyższej Rady Państwa, którą powołała by sprawniej rządzić Imperium. Ostatnią ekspedycją Apraksina była wyprawa do Rewla w 1726, mająca na celu ochronę miasta przed przewidywanym atakiem Anglików, z którymi Rosja pod rządami Katarzyny I miała napięte stosunki.
Chociaż często był zagrożony strasznymi karami jakie car Piotr Wielki mógł mu wymierzyć za jego chorobliwą skłonność do malwersacji, Apraksin uratował jednak swą skórę głównie dzięki wstawiającej się za nim żonie cara Katarzynie, która do końca pozostała jego przyjaciółką, i której pomógł zasiąść na tronie po śmierci Piotra. Apraksin był jednym z najzdolniejszych podopiecznych cara Piotra, a ponieważ charakteryzował go serdeczny stosunek do wszystkich ludzi, nie miał żadnych wrogów. Zmarł 21 listopada 1728 i pochowany został w rodzinnym grobowcu w Moskwie. Grobowiec ten został zniszczony przez władze sowieckie w 1930.